# Isabelle Mercier (scénariste)
Pour les articles homonymes, voir Isabelle Mercier et Mercier.
Isabelle Mercier, née le 28 mars 1957, est une scénariste de bande dessinée française. 

## Biographie

### Vie personnelle
Isabelle Mercier est l'épouse du scénariste Roger Seiter.

## Œuvre

### Bande dessinée
- Ava Granger, scénario d'Isabelle Mercier, dessins de Riccardo Colosimo, Éditions du Long Bec, 2018  (ISBN 979-1-092-49996-4)[2].
- Le Cœur de sang, scénario d'Isabelle Mercier et Roger Seiter, dessins de Vincent Bailly, Delcourt, collection Terres de Légendes
  1. Les Chevaliers-Guides, 1995  (ISBN 2-84055-062-8)
  2. Le Bracelet d'Angrbode, 1997  (ISBN 2-84055-145-4)
  3. Le Masque de Loki, 1999  (ISBN 2-84055-258-2)
- Dark, scénario de Roger Seiter, dessins de Max, Casterman, collection Ligne Rouge
  1.  L'Éveil du démon, coscénario d'Isabelle Mercier, 2008  (ISBN 978-2-203-39270-0)
- Dies Irae, scénario d'Isabelle Mercier et Roger Seiter, dessins de Max, Casterman, collection Ligne Rouge
  1. Maléfices, 2003  (ISBN 2-203-39202-9)[3].
  2. Sacrifices, 2004  (ISBN 2-203-39211-8)
- La Hache du pouvoir, scénario d'Isabelle Mercier et Roger Seiter, dessins de Frédéric Pillot, Delcourt, collection Terres de Légendes
  1. Le Prince guerrier, 1997,  (ISBN 2-84055-130-6)
- Simplicissimus, dessins de Frédéric Pillot, Glénat, collection Indispensable
  1. L'Antre du cerbère, 1994  (ISBN 2-7234-1558-9)